# Lagarde-Enval
Lagarde-Enval era una comuna francesa que estaba situada en el departamento de Corrèze, de la región de Nueva Aquitania que el 1 de enero de 2019 pasó a formar parte de la comuna nueva de Lagarde-Marc-la-Tour como comuna delegada.

## Demografía
| Gráfica de evolución demográfica de Lagarde-Enval entre 1800 y 2016 |
|                                                                     |

Los datos demográficos contemplados en este gráfico de la comuna de Lagarde-Enval se han cogido de 1800 a 1999 de la página francesa EHESS/Cassini, y los demás datos de la página del INSEE.